# 종국판결
종국판결(終局判決)은 소 또는 상소에 의해 소송이 계속되는 사건의 전부나 또는 일부를 현재 계속하고 있는 심급에서 완결시켜 버리는 판결을 말한다.

## 판례
대법원의 파기환송판결도 당해 사건에 대하여 재판을 마치고 그 심급을 이탈시키는 판결인 점에서 당연히 제2심의 환송판결과 같이 종국판결로 본다